# Gaio Fufio Gemino
Gaio Fufio Gemino (in latino Gaius Fufius Geminus; ... – 31) è stato un politico romano.

## Biografia
Personaggio di spicco della colonia di Urbs Salvia durante i primi decenni dell'era volgare, ha percorso una carriera di cui conosciamo le singole tappe grazie al frammento di un'epigrafe rinvenuta nel 1955 durante l'ultimazione degli scavi presso il teatro patrocinato da Fufio Gemino stesso ed eretto nel 23. La definitiva consacrazione l'ebbe con il consolato ottenuto nel 29. Nel 31 fu però condannato per lesa maestà a causa di orazioni sgradite all'Imperatore Tiberio e si diede la morte insieme alla moglie.
Nell'epigrafe Fufio Gemino viene definito anche pater coloniae e praetor ponendo in forte dubbio quelle che erano state le convinzioni degli studiosi in merito alla fondazione di Urbs Salvia.
La buona stella sotto cui viaggiava Fufio Gemino non era però dovuta alle sue sole capacità: la sua famiglia era infatti balzata agli allori grazie a suo padre (suo omonimo) che, legatus in Illyricum durante la guerra civile che vedeva contrapposti Marco Antonio e la regina Cleopatra da una parte e Ottaviano dall'altra, si schierò dalla parte di quest'ultimo proteggendo il lato sinistro della sua flotta nello scontro campale nelle acque al largo di Azio nel 31 a.C. L'esito della guerra avrebbe condotto con la pax augustea alla fine delle guerre civili: in questo il futuro princeps non dimenticò chi gli era stato fedele. Pertanto da questo momento ad Urbs Salvia cominciò probabilmente, anche grazie all'assegnazione delle terre ai veterani di Azio, un periodo di splendore e di nuova monumentalizzazione, primo fra tutti il tempio-criptoportico dedicato al culto imperiale come mostrano tra l'altro le scene relative alla deposizione delle armi nel ciclo degli affreschi in III stile pompeiano ancora visibili sulle pareti  del criptoportico.